# Fluorid chromičitý
Fluorid chromičitý je anorganická sloučenina s chemickým vzorcem CrF4.

## Příprava
α-fluorid chromičitý lze připravit z prvků za zvýšených teplot (300 - 350 °C):
Cr + 2 F2 → CrF4
α-fluorid chromičitý je možné také připravit reakcí fluoru s fluoridem chromitým, nebo chloridem chromitým za skoro pokojové teploty:
2 CrF3 + F2 → 2 CrF4
2 CrCl3 + 4 F2 → 2 CrF4 + 3 Cl2
β-fluorid chromičitý lze připravit dlouhodobou termolýzou (5 měsíců, 130 °C) fluoridu chromičného:
2 CrF5 → 2 CrF4 + F2

## Vlastnosti
Fluorid chromičitý je pevná látka, která na vlhkém vzduchu, nebo přímo ve vodě hydrolyzuje:
CrF4 + 2 H2O → CrO2 + 4 HF
Fluorid chromičitý existuje ve dvou formách: jako α-fluorid chromičitý, což je zelenočerná pevná látka, která sublimuje při 100 °C a β-fluorid chromičitý, což je tmavě fialová, krystalická pevná látka, která taje při 227 °C.
α-fluorid chromičitý se skládá ze řetězců oktaedrů CrF6 spojených přes hranu. β-fluorid chromičitý se skládá z kruhů 4 oktaedrů CrF6, které jsou spojeny tak, aby tvořily trubice.
Fluorid chromičitý tvoří několik komplexů s fluoridy: CrF -
5 , které jsou složeny z oktaedrů CrF6; CrF 2-
6 , které mají oktaedrickou strukturu a CrF 3-
7 .